# Grimaldi Lines

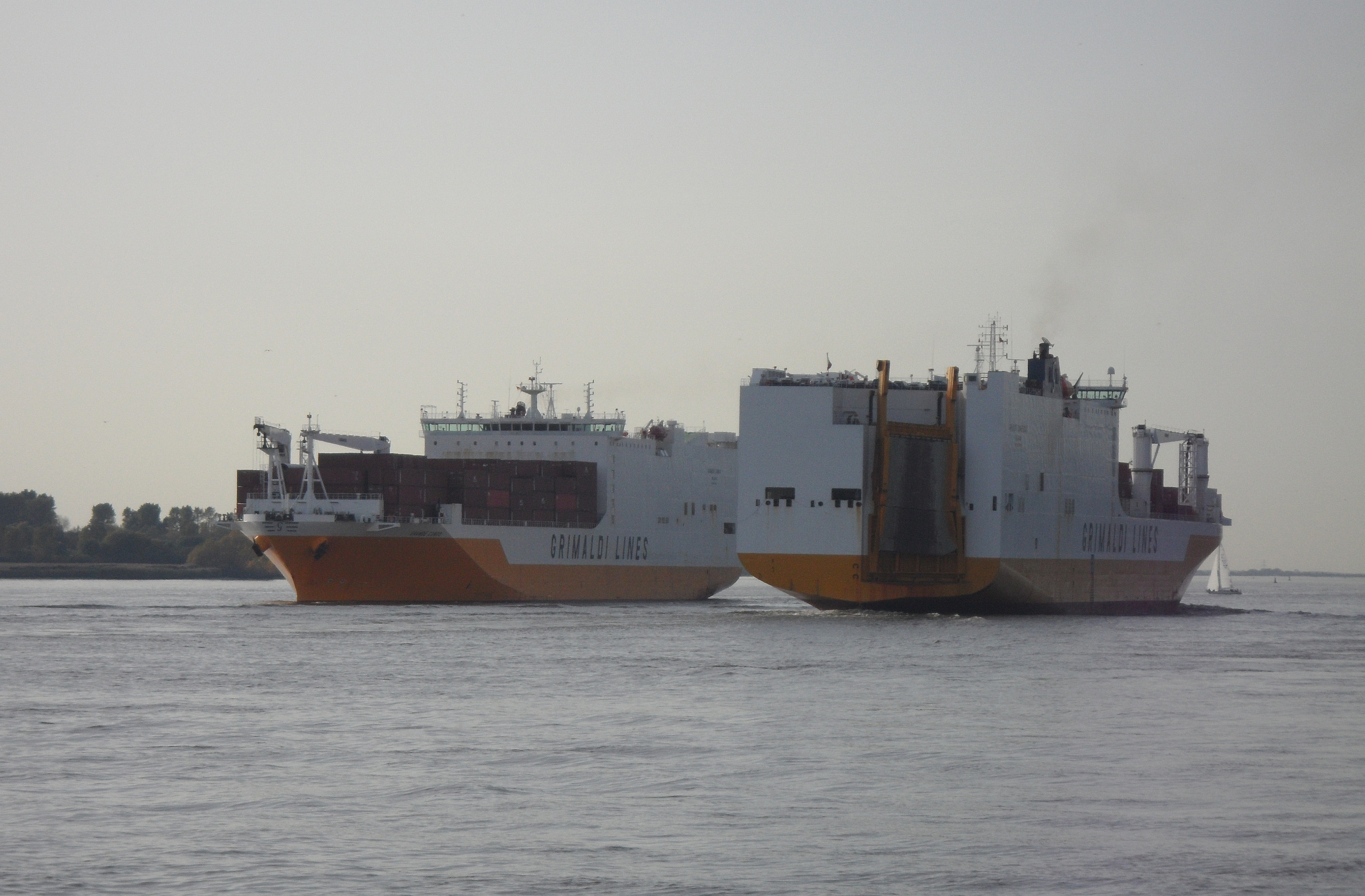
ConRo-Frachter Grande Cameroon und Grande Congo auf der Elbe am 19. Oktober 2012

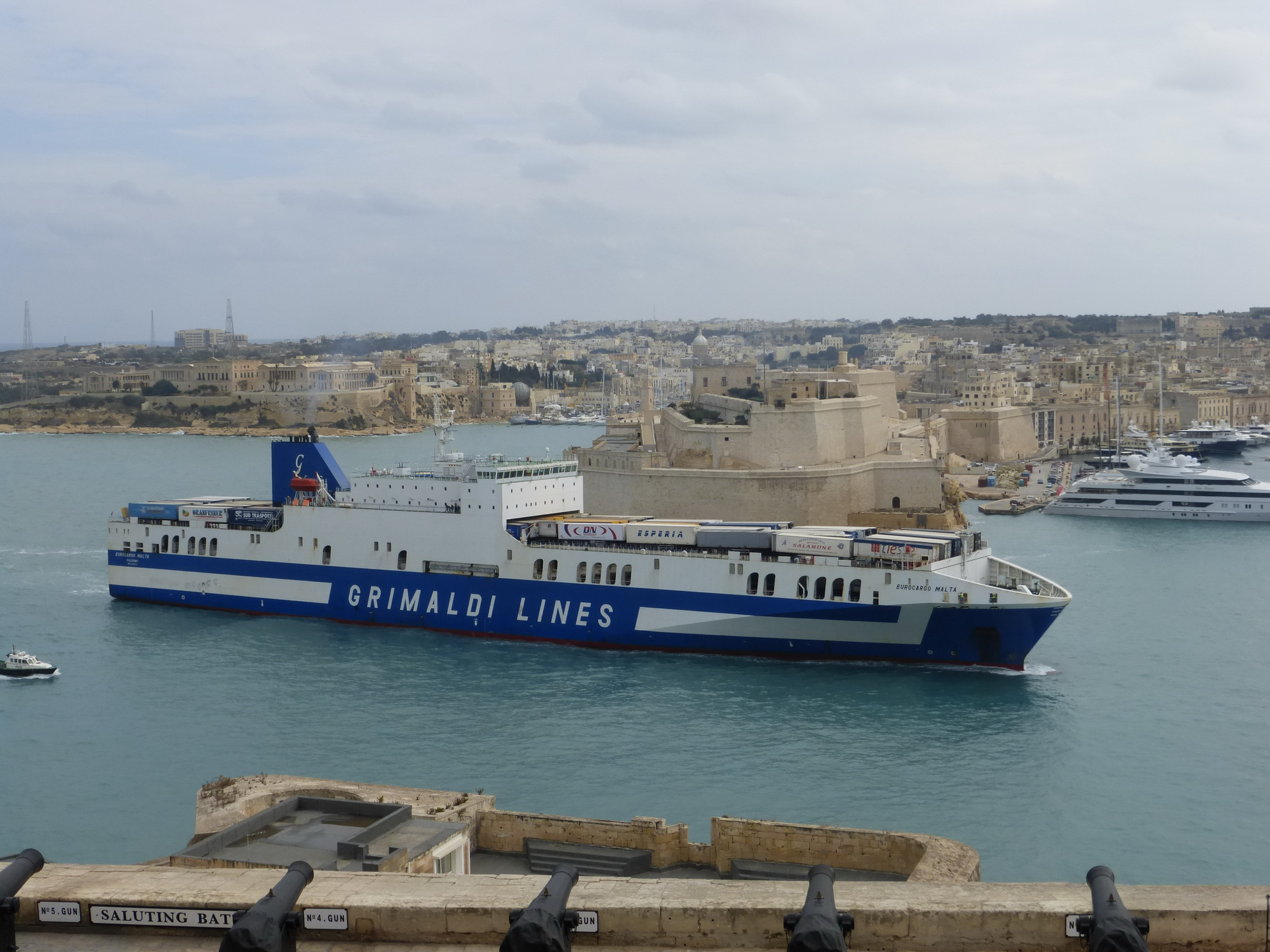
Eurocargo Malta beim Einlaufen in den Hafen von Valletta (Malta)

Die Grimaldi Lines ist eine italienische Reederei, die zur Grimaldi Group gehört. Sie operiert in mehreren Ländern, wobei sowohl Fracht als auch Passagiere befördert werden. Schwerpunktmäßig wird jedoch auf den Frachtverkehr gesetzt. Bedient werden hauptsächlich verschiedene Routen von Europa nach Afrika und Südamerika. Die Grimaldi Lines hat Hauptsitze in Palermo und London. Geschäftsführer der Grimaldi Lines sind Präsident Gianluca Grimaldi sowie Emanuele Grimaldi und Diego Pacella.

## Geschichte
Die frühesten Verbindungen der Familie Grimaldi mit dem Meer und der Schifffahrt reichen zurück bis in das Jahr 1348. Nach den bis jetzt bekannten Dokumenten wurde es den Brüdern Rajinerio, Richerio und Perino de Grimaldis durch ein Geschenk der Königin Johanna I. ermöglicht, ein Schiff zu mieten.
Die eigentliche Gründung der Firma geht jedoch nur auf das 19. Jahrhundert zurück. Gioacchino Lauro hatte in der zweiten Hälfte des 19. Jahrhunderts eine Dampfergesellschaft gegründet. Er hatte zwei Kinder, Achilles und Amelia. Der Sohn Achilles stieg zum wichtigsten Reeder Europas auf, während Amelia Giovanni Grimaldi heiratete, einen Grundbesitzer und Advokat. Amelia schickte ihren Sohn Guido zur Ausbildung zu seinem Onkel Achilles.
Nach dem Zweiten Weltkrieg gründete Guido zusammen mit den Brüdern Luigi, Mario, Aldo und Ugo Grimaldi 1947 eine Schifffahrtsgesellschaft, die Sicula Oceanica S.A. Ihr erstes Schiff war ein Liberty-Frachter, den die US-Amerikaner während des Krieges eingesetzt hatten.

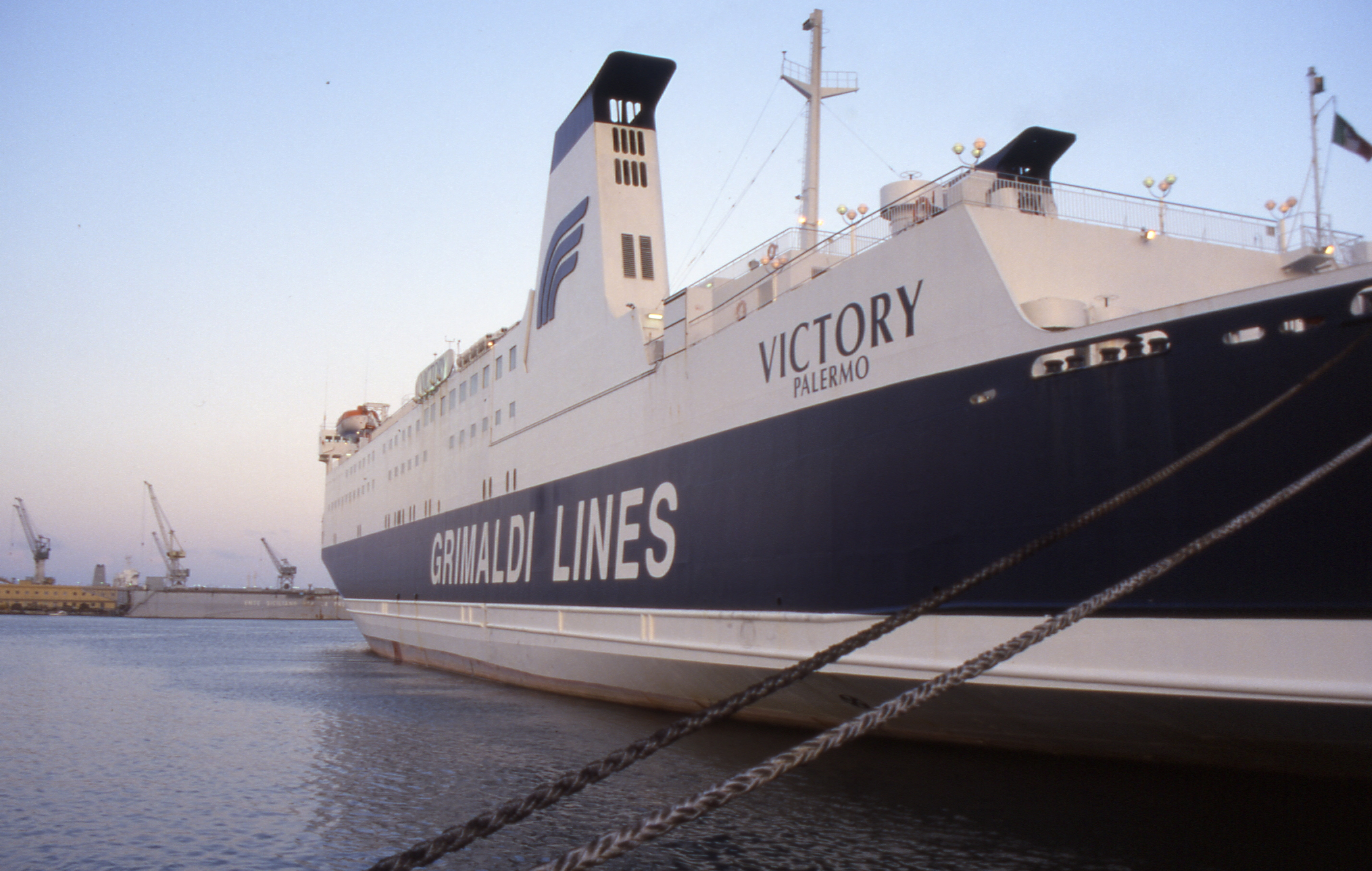
Grimaldi-Lines-Autofähre nach Genua im Hafen von Palermo (2000)

Die Schifffahrtsgesellschaft der Grimaldi spezialisierte sich auf die Route Mittelmeer – Südamerika. Wegen steigender Ansprüche der Passagiere musste die Flotte durch den Kauf von zwei neuen und modernen Linienschiffen modernisiert werden.
In den 1960er Jahren drängte die Grimaldi-Linie verstärkt in den Frachtmarkt, expandierte und konnte ihre Geschäftsbeziehungen mit zahlreichen Firmen, hauptsächlich Automobilherstellern, ausbauen. Die neue Grimaldigroup, zu der die Grimaldi Lines gehört, baute ihre Routen über den Atlantik weiter aus.
In den Jahren 1983 bis 1996 war die Grimaldi-Gruppe unter dem Namen Ausonia Cruise mit dem Schiff Ausonia, das man der Italia Crociere Internationale abgekauft hatte, in der Kreuzschifffahrt aktiv.
Seit 2000 wird unter dem Namen Grimaldi Lines auch Passagierschifffahrt auf dem Mittelmeer angeboten. Dazu wurden neue RoPax-Schiffe, darunter die Cruise Roma, bei der Fincantieri bestellt.

## Fährverbindungen

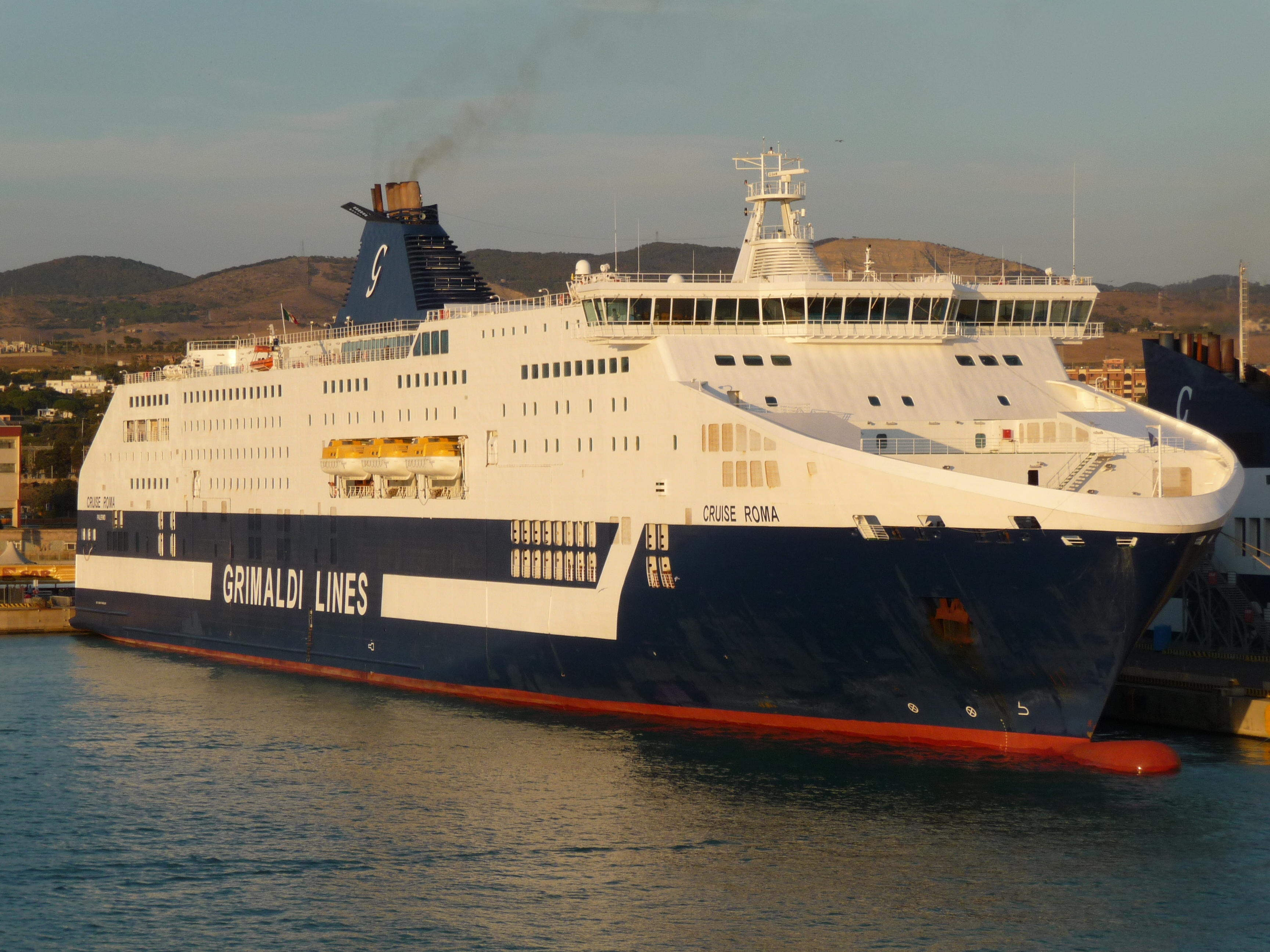
Cruise Roma

(Stand 2025)
Spanien
- Civitavecchia – Barcelona
- Porto Torres – Barcelona

Sardinien
- Livorno – Olbia
- Civitavecchia – Olbia
- Civitavecchia – Porto Torres
- Civitavecchia – Arbatax
- Civitavecchia – Cagliari
- Palermo – Cagliari
- Neapel – Cagliari

Tunesien
- Civitavecchia – Tunis
- Palermo – Tunis
- Salerno – Tunis

Sizilien
- Salerno – Palermo
- Livorno – Palermo
- Cagliari – Palermo
- Neapel – Palermo

Griechenland
- Brindisi – Korfu
- Brindisi – Igoumenitsa
- Ancona – Igoumenitsa
- Ancona – Korfu[1]

## Flotte
Die Fährschiff-Flotte besteht aus den folgenden RoPax-Schiffen:
| Schiff           | Bild | Länge    | Breite | Passagiere | Kabinen | Geschwindigkeit | Bauwerft                     | Route                                     |
| ---------------- | ---- | -------- | ------ | ---------- | ------- | --------------- | ---------------------------- | ----------------------------------------- |
| Catania          |      | 186,35 m | 25,6 m | 934        | 93      | 21,4 kn         | Cantiere Navale Visentini    | Salerno-Palermo-Tunis Civitavecchia-Tunis |
| Corfù            |      | 186,48 m | 25,6 m | 936        | 121     | 23 kn           | Cantiere Navale Visentini    | Brindisi-Korfu-Igoumenitsa                |
| Cruise Ausonia   |      | 199,99 m | 25 m   | 1.821      | 198     | 28 kn           | Flender-Werft                | Neapel – Palermo                          |
| Cruise Bonaria   |      | 214 m    | 26,4 m | 2.500      | 231     | 28 kn           | Fincantieri                  | Civitavechia-Olbia                        |
| Cruise Barcelona |      | 254 m    | 30,4 m | 3.343      | 499     | 28 kn           | Fincantieri                  | Civitavecchia – Porto Torres – Barcelona  |
| Cruise Roma      |      | 254 m    | 30,4 m | 3.343      | 499     | 28 kn           | Fincantieri                  | Civitavecchia – Porto Torres – Barcelona  |
| Cruise Europa    |      | 225 m    | 30,4 m | 2.850      | 413     | 28 kn           | Fincantieri                  | Livorno – Olbia                           |
| Cruise Sardegna  |      | 225 m    | 30,4 m | 2.850      | 413     | 28 kn           | Fincantieri                  | Livorno – Olbia                           |
| Europa Palace    |      | 204 m    | 25 m   | 1.800      | 242     | 19 kn           | Howaldtswerke-Deutsche Werft | Neapel-Cagliari cagliari-Palermo          |
| Europalink       |      | 218,8 m  | 30,5 m | 925        | 201     | 21 kn           | Fincantieri                  | Brindisi-Korfu-Igoumenitsa                |
| Florencia        |      | 186,36 m | 25,6 m | 946        | 96      | 23,5 kn         | Cantiere Navale Visentini    | Ancona-Korfu-Igoumenitsa                  |
| Kydon Palace     |      | 214 m    | 26 m   | 1.718      | 231     | 31 kn           | Fincantieri                  |                                           |
| Venezia          |      | 186,36 m | 25,6 m | 946        | 96      | 22 kn           | Cantiere Navale Visentini    |                                           |
| Zeus Palace      |      | 211,9 m  | 25 m   | 1.720      | 202     | 20 kn           | Samsung Heavy Industries     | Livorno-Palermo                           |

Hinzu kommen zahlreiche ConRo-Frachter für den Frachtlinienverkehr von Europa nach Afrika und Südamerika sowie mehrere von Grimaldi Trasmed im Fährverkehr zu den Balearischen Inseln eingesetzte RoPax-Schiffe.

## Zwischenfälle

### Kollision derGrande Nigeriaam 13. August 2003
Am 3. August 2003 kollidierte die Grande Nigeria auf der Schelde mit dem Autotransporter Nada V. Beide Schiffe wurden im Vorschiffsbereich beschädigt.

### Kentern derRepubblica di Genova
Am 8. März 2005 kenterte die Repubblica di Genova in Antwerpen. Das Schiff blieb noch einige Jahre in Fahrt und wurde ab dem 23. August 2010 in Alang verschrottet.

### Unfall derEuropalinkam 21. September 2014
Am 21. September 2014 streifte das Fährschiff Europalink auf dem Weg von Patras nach Ancona frühmorgens einen Felsen der Kleininsel Peristeres vor der Insel Korfu. Die Fähre schlug leck und bekam Schlagseite, konnte aber aus eigener Kraft den Hafen von Korfu anlaufen. Mithilfe anderer Schiffe wurde ein Kentern der Fähre verhindert.
An Bord befanden sich 692 Passagiere, die das Schiff in Korfu verlassen konnten. Das Schiff fuhr zum Unglückszeitpunkt für die ebenfalls zur Grimaldi Group gehörende Minoan Lines.

### Brand auf derSorrentoam 28. April 2015
Am 28. April 2015 brach 17 Meilen von Palma entfernt ein Brand auf Deck vier an Bord der Sorrento aus. Da der Brand nicht von der Besatzung gelöscht werden konnte, wurde beschlossen, das Schiff zu evakuieren. Die Sorrento konnte später gelöscht und in den Hafen von Sagunto geschleppt werden, war jedoch ein Totalverlust. Im März 2016 traf das Schiff zum Verschrotten im türkischen Aliağa ein.

### Brand auf derGrande Americaam 10. März 2019
An Bord der Grande America brach am Abend des 10. März 2019 im Bereich der an Deck gestauten Container ein Feuer aus. Das ConRo-Schiff befand sich zu dieser Zeit in der nördlichen Biskaya auf dem Weg von Hamburg nach Casablanca.
Da das Feuer mit Bordmitteln nicht erfolgreich bekämpft werden konnte, verließen die Besatzung und ein Passagier das Schiff noch in der Nacht. Diese wurden von der britischen Fregatte HMS Argyll aufgenommen, die sich in der Nähe befand und dem Havaristen zu Hilfe geeilt war. Das Schiff sank am 12. März 2019 gegen 15:30 Uhr rund 180 Seemeilen vor der französischen Küste.

### Brand auf derGrande Europaam 15. Mai 2019
Am 15. Mai 2019 gerieten zwei Fahrzeuge an Bord der Grande Europa in Brand. Die Feuer konnten mit Bordmitteln gelöscht werden. Das Schiff befand sich südlich von Mallorca auf der Fahrt von Salerno nach Valencia.

### Brand auf derEuroferry Olympiaim Februar 2022
Am 18. Februar 2022 brach auf dem Schiff, das sich auf dem Weg von Igoumenitsa in Griechenland nach Brindisi in Italien befand, ein Feuer aus.